# Arc de Berà

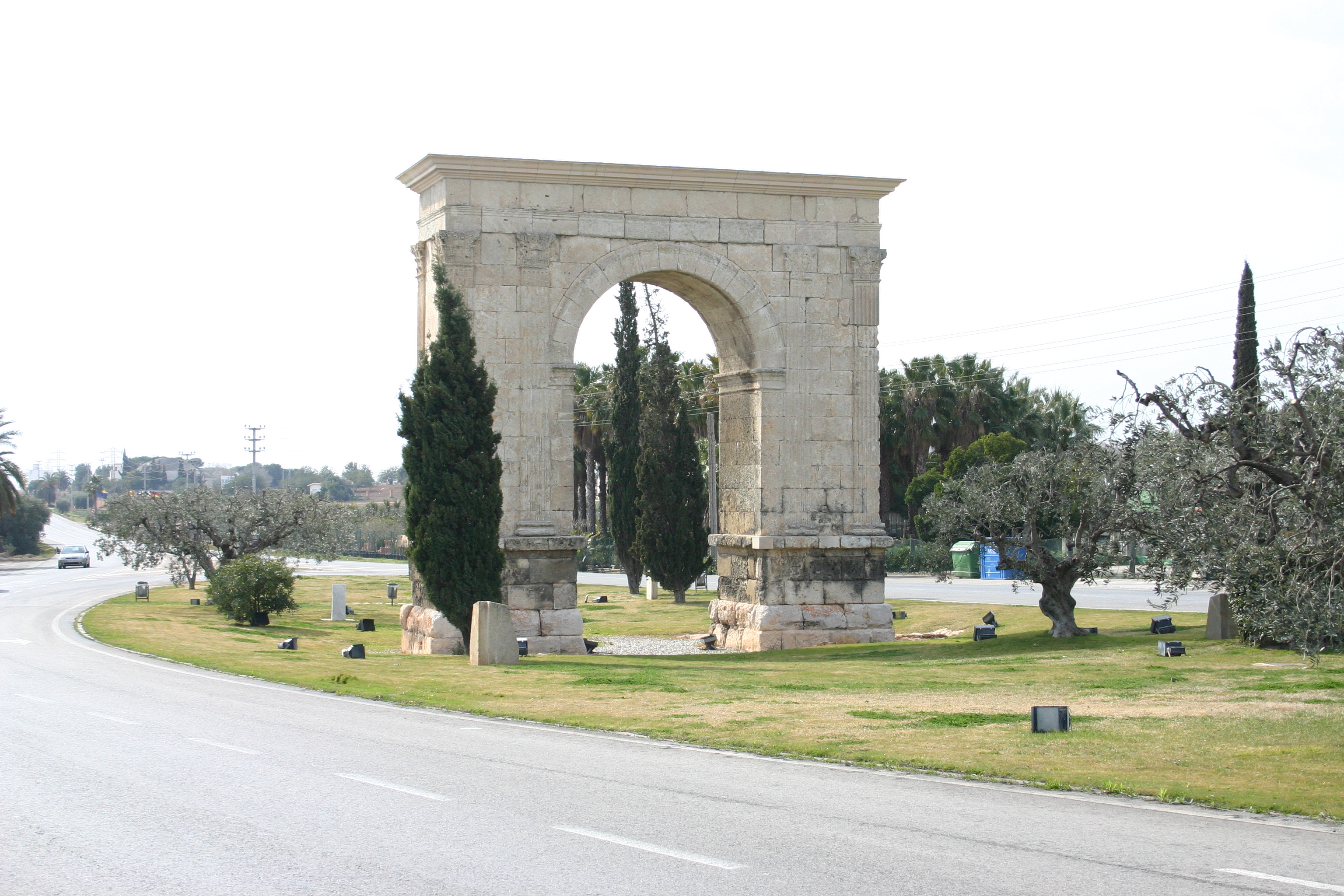
Arc de Berà an der Via Augusta
(an der heutigen Nationalstraße N-340)

Der Arc de Berà (Katalanisch für Bogen des Berà), oft auch Arc de Barà geschrieben, ist ein römischer Triumphbogen an der heutigen Nationalstraße N-340, zwischen den Orten Roda de Berà und Creixell in der Provinz Tarragona, Spanien. Er ist Bestandteil des archäologischen Ensembles von Tarraco, das 2000 zum UNESCO-Welterbe erklärt wurde.
Der Ehrenbogen wölbt sich über die Via Augusta, die mit etwa 1.500 Kilometer die längste Römerstraße in Hispania ist. Auch die moderne Fernstraße nach Barcelona führte bis 1937 durch den Bogen. Er besteht aus Kalkstein, möglicherweise aus einem Steinbruch in der Nähe, und ist mit falschen Pilastern geschmückt, die durch korinthische Kapitelle abgeschlossen werden. Er hat nur eine (mittig) Öffnung. Der Aufbau besteht aus einem Architrav mit Fries. Original ist von diesen allerdings nur der Architrav. Die im 19. Jahrhundert ersetzten Teile des Oberbaus heben sich heute durch eine wesentlich hellere Farbe ab.

Karte der Via Augusta im römischen Spanien zwischen Cádiz und Narbonne.

Der Bau des Triumphbogens erfolgte wahrscheinlich während der Herrschaft des Kaisers Augustus um das Jahr 13 v. Chr. Es wird angenommen, dass der Ehrenbogen dem Augustus oder dessen persönlichen Schutzgott gewidmet war und dass er dazu diente, die Grenzen der von Tarraco abhängigen Territorien zu kennzeichnen. Die Inschrift wurde anscheinend später eingesetzt. Der Text lautet „Ex testamento L(uci) Licini L(uci) f(ilii) Serg(ia tribu) Surae consa[…]“. Aufgrund dieser Inschrift wurde zunächst im Zusammenhang mit dem Politiker Lucius Licinius Sura, der aus der Provinz Tarraconensis stammte, eine Datierung in das frühe 2. Jahrhundert in Erwägung gezogen. Untersuchungen an den erhaltenen Originalkapitellen haben aber eine Datierung in das letzte Viertel des 1. Jahrhunderts v. Chr. ergeben, was zu dem Straßenbau in augusteischer Zeit passt.
Mit der fränkischen Eroberung des Jahres 801 unter Wilhelm von Aquitanien und dessen Sohn und ersten Grafen von Barcelona, Berà, reichte die Grafschaft Barcelona bis zum römischen Triumphbogen. Nach ihm erhielt der Bogen seinen noch heute gebräuchlichen Namen, auch wenn die Franken anschließend die Grenzen der Grafschaft bis zum Llobregat am südlichen Stadtrand des heutigen Barcelona zurückziehen mussten und diese Grenzen sich während des gesamten 9. und 10. Jahrhunderts nicht änderten.